# إيطاليون مغاربة
الإيطاليون المغاربة (بالإيطالية: italo-marocchini) هم مواطنون من مواليد المغرب من أصل إيطالي كليًا أو جزئيًا، وكان أسلافهم إيطاليين هاجروا إلى المغرب أثناء الشتات الإيطالي، أو أشخاص من مواليد إيطاليا في المغرب.

## تاريخ

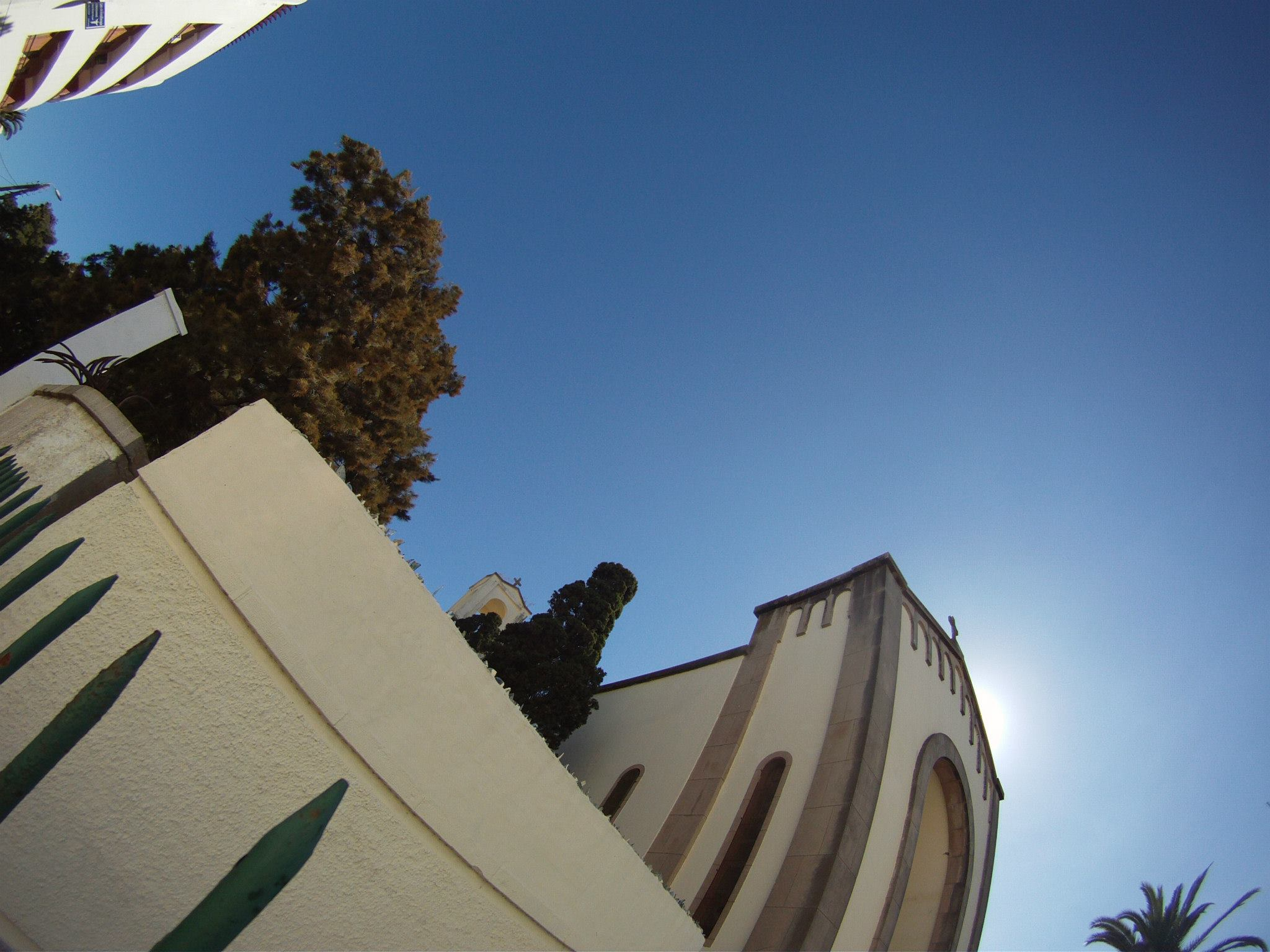
الكنيسة الكاثوليكية الإيطالية في طنجة

يعود أول وجود إيطالي في المغرب إلى عصر الجمهوريات البحرية الإيطالية، عندما استقر العديد من تجار جمهورية البندقية وجمهورية جنوة على ساحل المغرب. استمر هذا الوجود حتى القرن التاسع عشر. ومن الأنشطة الاقتصادية الأخرى التي مارسها الإيطاليون في المغرب في بداية القرن التاسع عشر، نشاط رجال الأعمال في مجال النقل وفي مجال خدمة البريد. وعل هذا الأساس تأسست أول خدمة عامة في المغرب وأول خدمة بريد منتظمة بين الجديدة ومراكش.
في عام 1825، أبرمت مملكة بييمونتي-سردينيا اتفاقية تجارية مع المغرب مما سهّل الاتصالات بين البلدين، وهو الحدث الذي دفع العديد من التجار الإيطاليين من هذه الدولة الإيطالية، وخاصة من جنوة وسردينيا، إلى الانتقال الدائم إلى المغرب، لزيادة ثرواتهم. ومع ذلك، ظلت الهجرة الإيطالية إلى المغرب صغيرة. ظلت الاتصالات التجارية بين المغرب وإيطاليا مزدهرة حتى بعد توحيد إيطاليا، الذي حدث في عام 1861. قام الإيطاليون بتأسيس مصنع للأسلحة البيضاء في المغرب بناء على طلب رسمي من الدولة، وهو الطلب الذي تضمن أيضًا بيع مملكة إيطاليا للمغرب سفينة حربية. افتتح مصنع الأسلحة البيضاء عام 1892، وأداره الإيطاليون لمدة 27 عامًا، وبعد ذلك حوله الفرنسيين إلى مصنع للسجاد، عندما احتلوا المغرب وجعلوها مستعمرة لهم. ومن الأنشطة الأخرى التي كان الإيطاليون يمارسونها في المغرب في نهاية القرن التاسع عشر مجالات الحرف والزراعة والبناء.
شهد المجتمع الإيطالي تطورًا ملحوظًا في المغرب الفرنسي؛ ففي تعداد عام 1913، سُجل قرابة 3500 إيطالي، معظمهم يتركزون في الدار البيضاء، ويعمل معظمهم في أعمال البناء. كان الإيطاليون متخصصين في التجارة والصناعات المغربية. كان الوجود الإيطالي في منطقة الريف، والتي كانت جزءًا من المغرب الإسباني، ضئيلًا، باستثناء مدينة طنجة، لأنها مدينة دولية، حيث كانت توجد جالية إيطالية مهمة، كما يتضح من وجود المدرسة الإيطالية.
وقد زاد أعداد المهاجرين الإيطاليين في المغرب بعد الحرب العالمية الأولى، حيث وصل عددهم إلى 12 ألف شخص، والذين كانوا يعملون بين العمال والمزارعين وبنائين ومشغلين. وكان هناك إقبال لرجال الأعمال في مجال البناء والإنشاءات المعدنية وصيد الأسماك والورش الميكانيكية والسيارات والمحلات التجارية، فضلاً عن الفنادق والمطاعم وشركات النقل والشحن. وعلى وجه الخصوص، كانت أغلب شركات الأثاث ومعظم الصيدليات في الدار البيضاء والرباط مملوكة لإيطاليين. يعود تاريخ تأسيس المؤسسات الإيطالية إلى تلك السنوات، مثل مدارس اللغة الإيطالية، بما في ذلك المدرسة الإيطالية بالدار البيضاء ومدرسة كازا دي إيطاليا بالدار البيضاء، وافتتاح الجمعيات، بما في ذلك غرفة التجارة، وجمعية الإيطاليين وجمعية دانتي أليجييري.

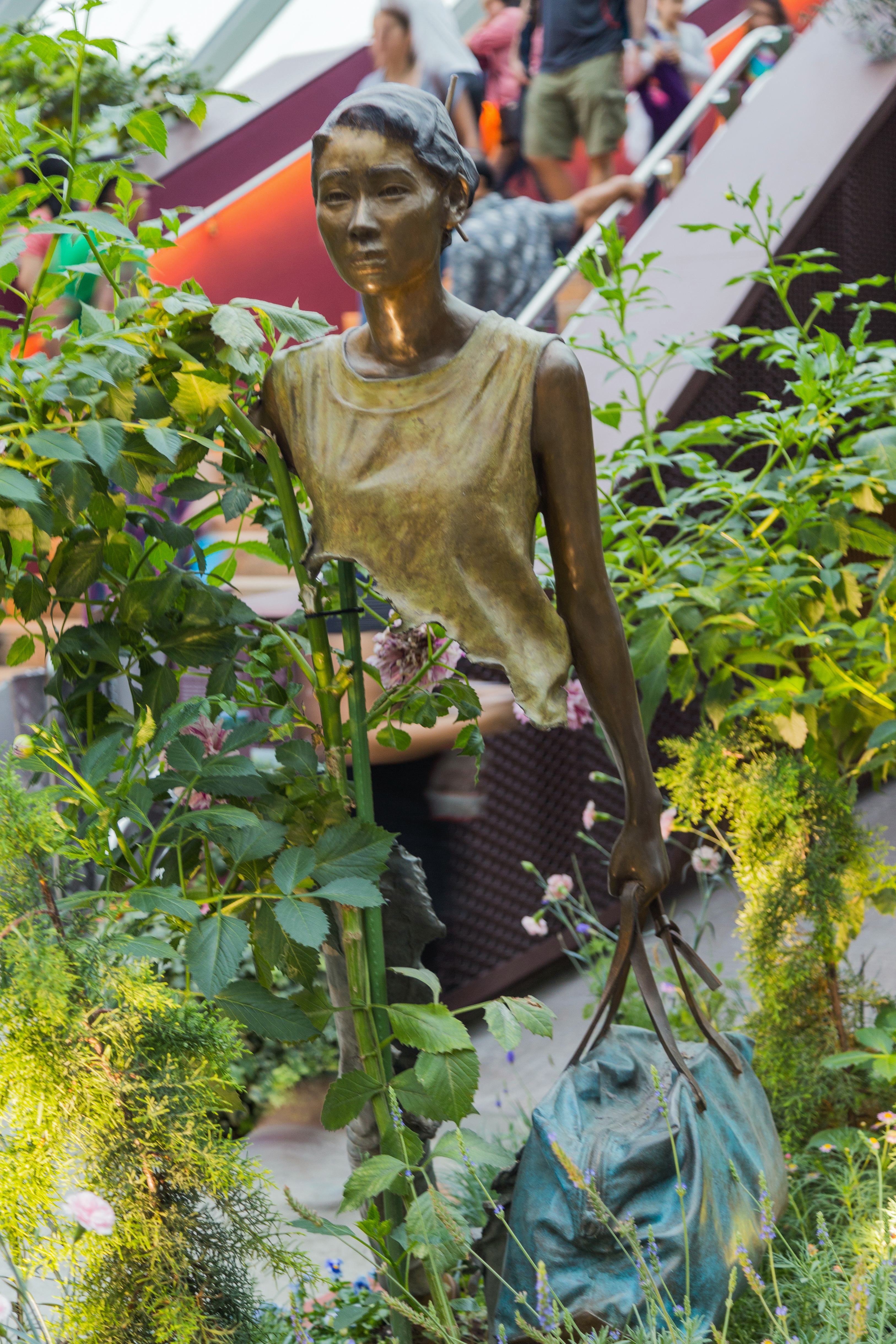
تمثال للفنان الإيطالي المغربي برونو كاتالانو في حدائق الخليج في سنغافورة

في ثلاثينيات القرن العشرين، بلغ عدد الإيطاليين المغاربة، الذين كان أغلبهم من صقلية، أكثر من 15600 نسمة، وكانوا يعيشون بشكل رئيسي في حي المعاريف بالدار البيضاء. وفي تلك السنوات، صمم وبني العديد من الأعمال من قبل شركات البناء التي يديرها الإيطاليون في المجالات الصناعية والمعمارية والمباني ودور السينما والأشغال العامة مثل ميناء المحمدية وميناء الدار البيضاء. في أوائل الخمسينيات من القرن العشرين، كان هناك انتعاش صغير للهجرة الإيطالية، مما جعل المجتمع ينمو مرة أخرى، حتى وصل إلى أقل من 14000 إيطالي في عام 1947، ويرجع ذلك أيضًا إلى حقيقة أن العديد من الإيطاليين المغاربة حصلوا على الجنسية الفرنسية حتى يتمكنوا من العمل دون مشاكل. في عام 1956، وهو العام الذي شهد استقلال المغرب عن فرنسا، كان هناك حوالي 17500 مغربي إيطالي، معظمهم في الدار البيضاء.
مع انتهاء الاستعمار، غادر معظم المغاربة الإيطاليين المغرب إلى فرنسا وإسبانيا. وبدأ المجتمع في النمو مرة أخرى منذ السبعينيات والثمانينيات مع وصول الفنيين الصناعيين ومديري السياحة والتعاون الدولي ، وإن مجموعة مكونة من حوالي 300 إيطالي يقيمون في مراكش منذ تسعينيات القرن العشرين، نجحوا في إنشاء أنشطة مرتبطة بالسياحة الإيطالية والدولية.
في عام 2007، كان هناك 30 ألف مغربي من أصل إيطالي، منهم بضعة آلاف فقط هم من نسل المستوطنين القدامى، في حين كان هناك حوالي 1628 مواطنًا إيطاليًا في المغرب. وينحدر نصف هؤلاء فقط من مجتمعات الحقبة الاستعمارية، نظرا للتواجد الكبير للفنيين ومديري الشركات الإيطالية العاملة في المغرب المعاصر.
ينتمي الإيطاليون المغاربة إلى أبرشية الرباط وكنائسهم الرئيسية هي كنيسة أنفا معاريف، في الحي الإيطالي التاريخي في الدار البيضاء، وكنيسة "المسيح الملك". أما الإيطاليون المغاربة الذين ينتمون إلى أبرشية طنجة فكنيستهم الرئيسية هي "الكنيسة الإيطالية". توجد بعض الجمعيات الإيطالية في المغرب، تتركز في الدار البيضاء ولكنها موجودة أيضًا في مراكش (Circolo degli Italiani ) وطنجة (المستشفى الإيطالي). ومن بين أهمها جمعية دانتي أليغييري و"المدرسة الإيطالية في الدار البيضاء".